# Corymbia eximia

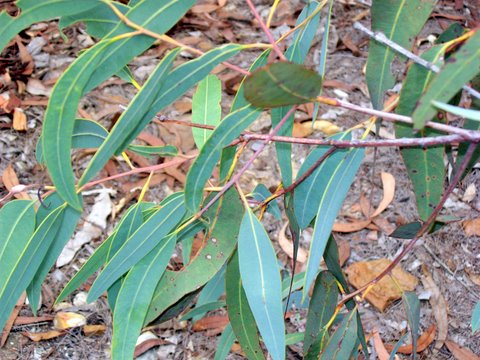
Fulles

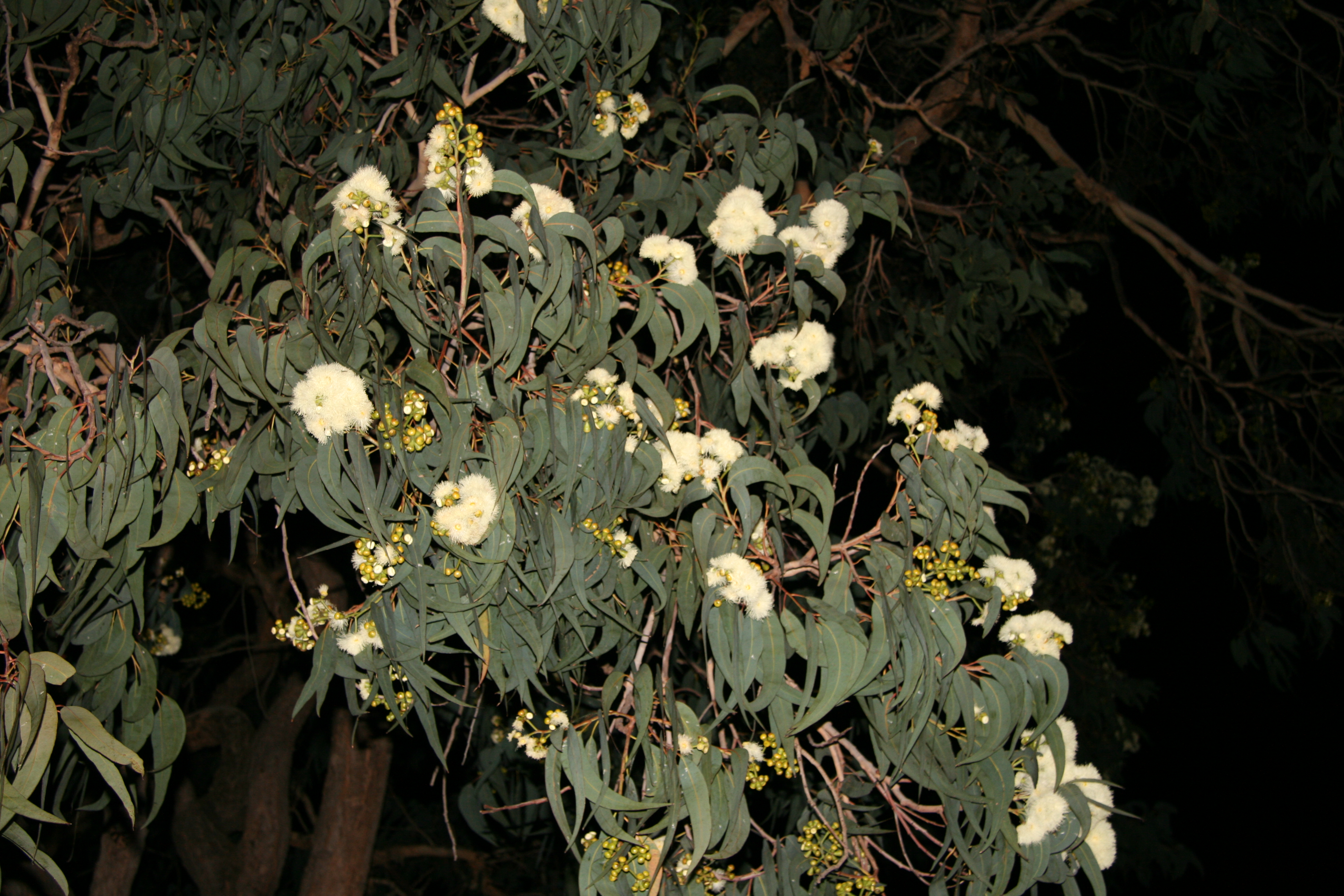
Inflorescència

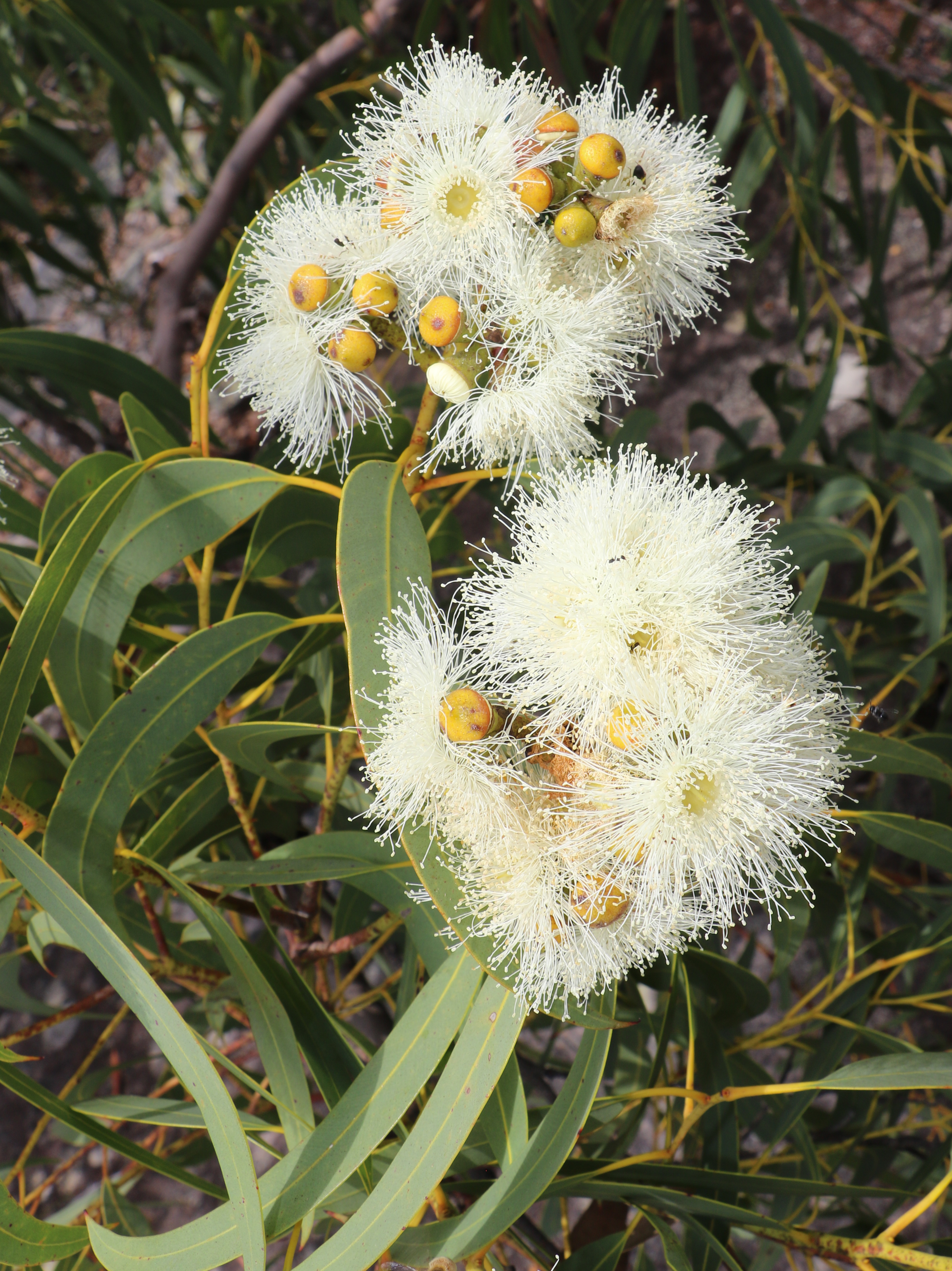

Corymbia eximia és una espècie de planta de la família de les Mirtàcies nadiua de Nova Gal·les del Sud. Creix prop de Sydney sovint a àrees d'alta pluviositat o en sòls de gres superficials, en àrees propenses a incendis.
És un arbre atractiu de fins a 20 metres d'alt. Les fulles són verd grisenques, amples i venoses. Amb una vena central prominent elevada. L'escorça és de color camussa groguenca, escamosa, aspra i una mica teselada. Les flors grogues o cremoses es formen a l'hivern, i a vegades s'usen en arranjaments florals. Les nous d'eucaliptus (Gumnuts) posseeixen la típica forma d'urna de la majoria d'espècies del gènere Corymbia. Les llavors són sense ales.